# Alessio Boni
Alessio Boni (Sarnico, 4 luglio 1966) è un attore italiano.

## Biografia
Nasce a Sarnico, paese sulla sponda bergamasca del lago d'Iseo, secondo di tre figli, padre artigiano, Ignazio, e madre casalinga, Roberta. All'età di 14 anni inizia a lavorare con il padre come piastrellista a Villongo, in provincia di Bergamo. Presta servizio per un anno e mezzo nella Polizia di Stato. A 20 anni parte per San Diego in California, dove per mantenersi lavora come cameriere, pizzaiolo, pony express e baby sitter. Rientra in Italia e lavora come animatore per un villaggio turistico. Inizia a lavorare nel mondo dello spettacolo nel 1988, a teatro e nei fotoromanzi, per passare subito dopo in produzioni teatrali, cinematografiche e televisive. A Roma nel 1990 esordisce come attore nel film Il mago diretto dal regista Ezio Pascucci accanto ad Anthony Quinn, Sonia Topazio, Vittorio Marsiglia, Howard Ross, Gianni Olivieri e Luigi Laezza.
Nel 1992 si diploma all'Accademia d'arte drammatica "Silvio d'Amico" con il maestro Orazio Costa con un saggio d'esame tratto dall'Amleto di William Shakespeare; si perfeziona professionalmente sotto il regista teatrale Luca Ronconi, e lavora accanto a Liliana Cavani in Dove siete? Io sono qui del 1993. Nel 1995 frequenta un corso a Los Angeles, e torna in scena in Italia con Sogno di una notte di mezza estate, Peer Gynt e soprattutto L'avaro di Molière, con la regia di Giorgio Strehler. Dopo alcuni ruoli minori in fiction e film, nel 1998 è protagonista della miniserie TV La donna del treno, diretta da Carlo Lizzani, ma raggiunge la popolarità quando è il protagonista, insieme a Valentina Chico, di Incantesimo (2000-2001).

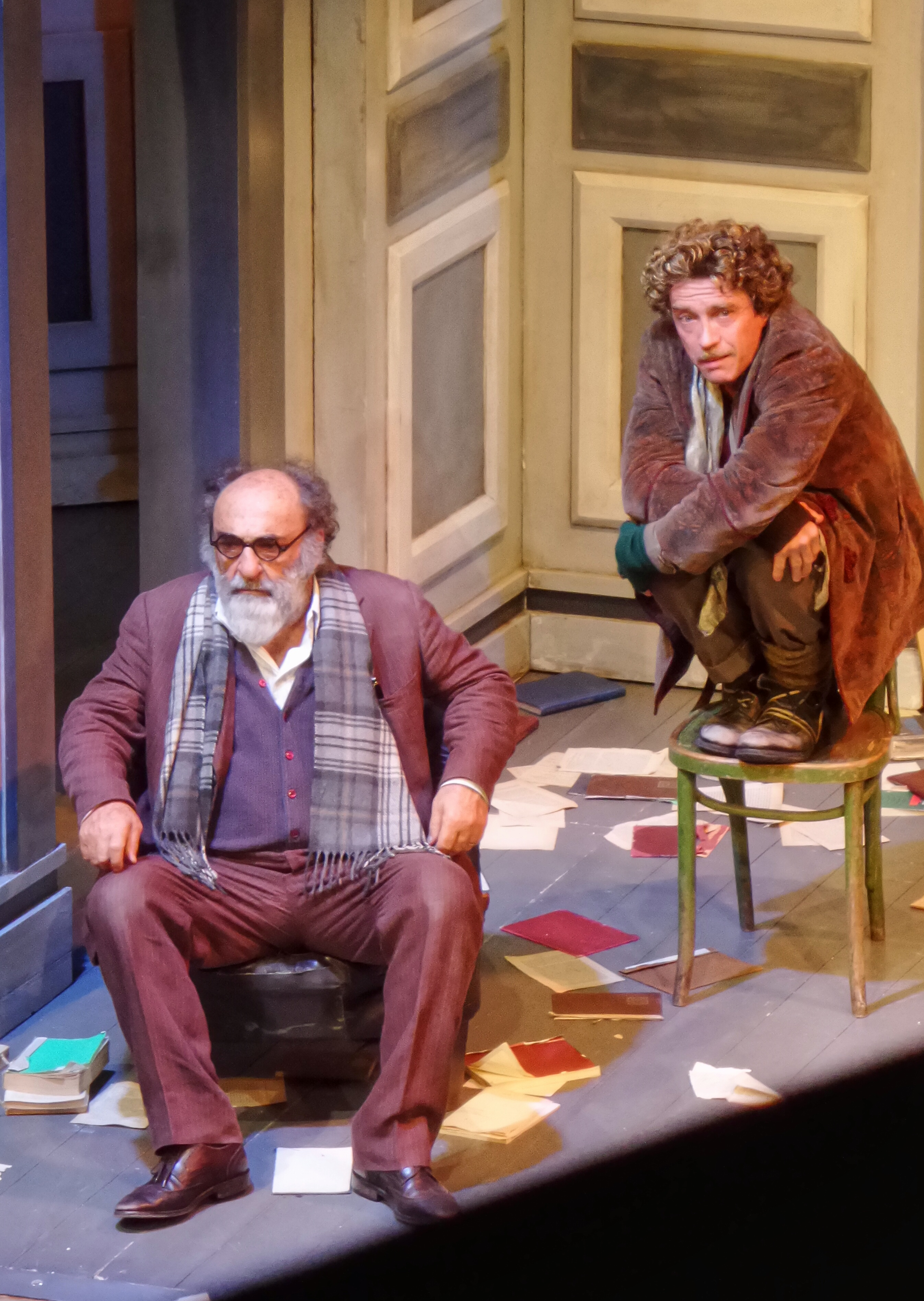
Il visitatore, 2015. Alessandro Haber, a sinistra, interpreta Sigmund Freud; Alessio Boni, sulla destra, interpreta Dio/visitatore

La svolta nella sua carriera arriva nel 2003 con La meglio gioventù di Marco Tullio Giordana con Luigi Lo Cascio e Fabrizio Gifuni, suoi grandi amici, e accanto ad Adriana Asti, oltre a Sonia Bergamasco, Maya Sansa, Jasmine Trinca e Riccardo Scamarcio, vincitore della sezione Un Certain Regard del Festival di Cannes 2003 e di altri numerosi premi, grazie al quale ottiene il Nastro d'argento come miglior attore protagonista 2004, ex aequo con Fabrizio Gifuni e Luigi Lo Cascio (per lo stesso film) e con Roberto Herlitzka, principale interprete di Buongiorno, notte.
Nel 2004 interpreta Heathcliff, il protagonista maschile della miniserie televisiva Rai Cime tempestose, tratta dall'omonimo romanzo inglese. Il legame con il regista Marco Tullio Giordana genera altre due pellicole: Quando sei nato non puoi più nasconderti (che gli frutta il Globo d'oro come miglior attore rivelazione) del 2005 e Sanguepazzo del 2008. Nel 2005 gira il film La bestia nel cuore, diretto da Cristina Comencini, che viene candidato all'Oscar come miglior film straniero, mentre nel 2006 si aggiudica il Globo d'oro come miglior attore per il film Arrivederci amore, ciao, di Michele Soavi. Nel 2006 gira Viaggio segreto, per la regia di Roberto Andò, accanto a Emir Kusturica.
Nel 2007 interpreta il personaggio del principe Andrej Bolkonskij in Guerra e pace, tratta dall'omonimo romanzo di Lev Tolstoj, ed è inoltre il protagonista di Caravaggio, trasmesso nel febbraio 2008 da Rai 1. Successivamente recita in Puccini con la regia di Giorgio Capitani, realizzata nell'anno del 150º anniversario della nascita del grande compositore lucchese; recita inoltre in Rebecca, la prima moglie, regia di Riccardo Milani, e nella seconda stagione di Tutti pazzi per amore nel ruolo di Adriano Ventoni, fratello di Michele Ventoni (interpretato da Neri Marcorè). Interpreta poi Come un soffio, un cortometraggio diretto da Michela Cescon insieme a Valeria Golino, presentato alla 67ª Mostra del cinema di Venezia.
Nel 2010 interpreta il ruolo di un sergente dell'Interpol nel film The Tourist diretto da Florian Henckel von Donnersmarck. Nel 2012 va in onda, su Rai 1, la fiction Walter Chiari - Fino all'ultima risata, dove ha interpretato il celebre attore comico. L'anno successivo viene trasmessa in Francia la serie televisiva Odysseus, coproduzione internazionale, che tratta il mito di Ulisse concentrandosi sugli anni trascorsi a Itaca, successivi al viaggio di ritorno da Troia. Le vicende sono liberamente tratte dal poema omerico e introducono anche personaggi nuovi. Nel cast internazionale altra presenza italiana è quella di Caterina Murino che veste i panni di Penelope. In Italia la fiction viene trasmessa su Rai 1 nell'autunno del 2014.
Nel luglio 2013 gira il film Maldamore del regista Angelo Longoni con Claudia Gerini, Luca Zingaretti, Ambra Angiolini e Luisa Ranieri. Gira anche Fuori Mira di Erik Bernasconi, con Jean-Christophe Folly, Martina De Santis e Franco Brandi. Sempre nello stesso anno è direttore artistico del Festival del Cinema Sociale di Arezzo, manifestazione promossa da CESVOT (Centro Servizi Volontariato Toscana) di Arezzo. Nel 2014 è andato in onda su Rai 1 il terzo capitolo della fiction Gli anni spezzati, dove interpreta l'ingegnere Giorgio Venuti, dirigente della Fiat Mirafiori. Nel 2015 esordisce alla cinquantottesima edizione del Festival dei due Mondi di Spoleto con l'opera teatrale I Duellanti, adattamento dall'omonimo romanzo di Joseph Conrad, di cui condivide la regia con Roberto Aldorasi e il palcoscenico con Marcello Prayer e Francesco Meoni. Nello stesso anno affianca Isabella Ragonese nel film In un posto bellissimo.
Nel 2019 è in TV con il ruolo del direttore d'orchestra Luca Marioni nella fiction La Compagnia del Cigno, scritta e diretta da Ivan Cotroneo e trasmessa da Rai 1, dove si racconta la storia di sette ragazzi che frequentano il Conservatorio Giuseppe Verdi di Milano; è affiancato da Anna Valle che interpreta Irene, insegnante e moglie. A novembre è il protagonista del film per la TV trasmesso su Rai Uno Enrico Piaggio - Un sogno italiano dove interpreta l'industriale Enrico Piaggio e viene raccontata la nascita della famosa Vespa Piaggio mentre a dicembre è il protagonista nel docu-drama Giorgio Ambrosoli - Il prezzo del coraggio. Il 19 settembre 2020 sale sul palco dell'Arena di Verona per il Festival della Bellezza leggendo i versi di Alda Merini e partecipando anche ad alcune canzoni insieme a Gianni Morandi. Nel marzo 2021 esce il suo libro Mordere la nebbia; a ottobre esce Sul tetto del mondo, docu-film in cui interpreta Walter Bonatti, e il mese seguente lo vediamo nelle vesti del colonnello Vitale in Yara. Nel 2022 recita nel film TV Rinascere. Nel 2023 interpreta il maresciallo Pietro Fenoglio, tratto dai romanzi di Gianrico Carofiglio, nella fiction Rai Il metodo Fenoglio - L'estate fredda.
Alessio Boni sostiene diverse organizzazioni, tra cui Medici senza frontiere.

## Vita privata
Dal 2015 è legato alla giornalista Nina Verdelli da cui ha avuto tre figli, Lorenzo (2020) Riccardo (2021) e Francesco (2025).

## Filmografia

### Cinema

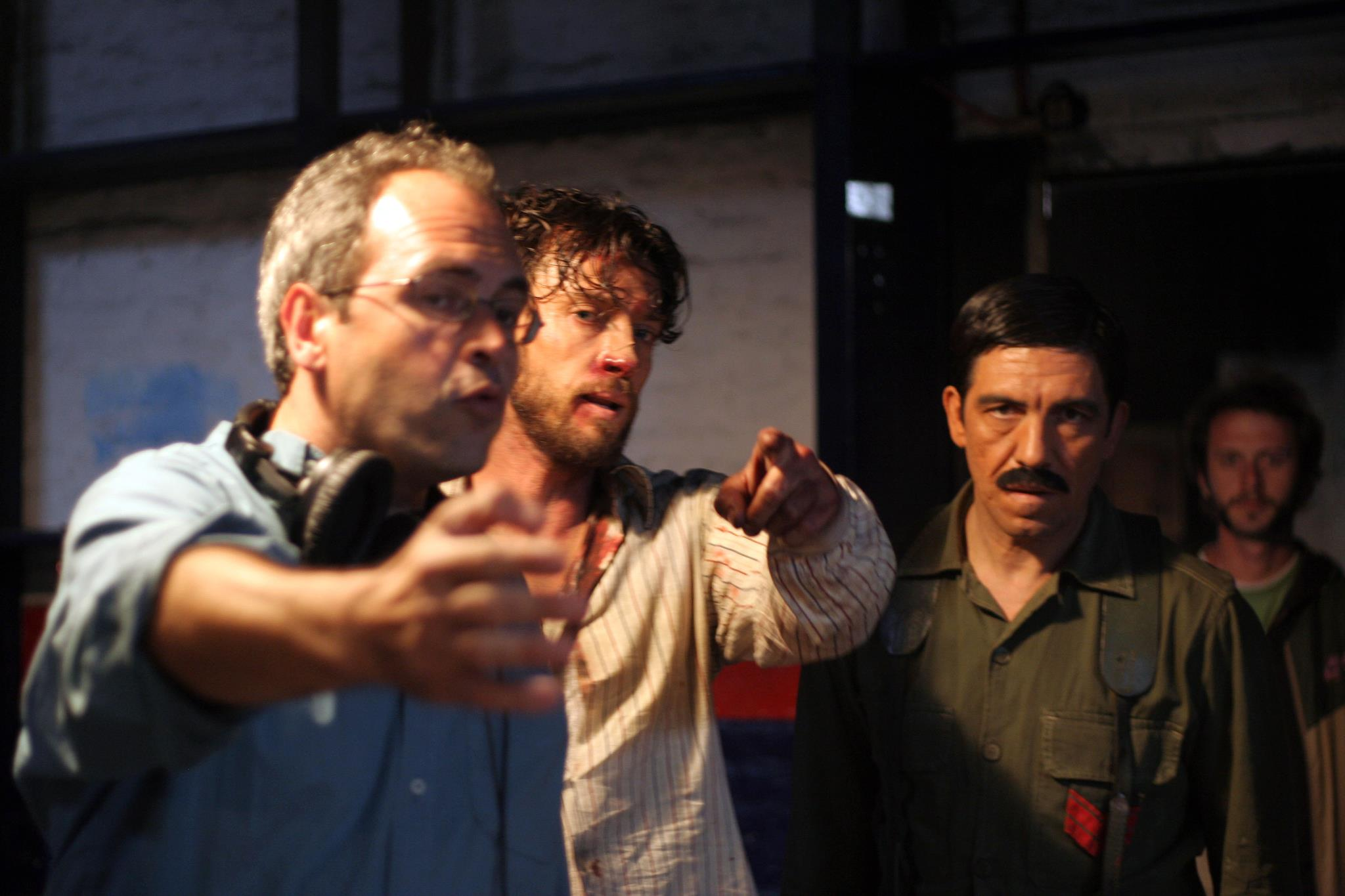
Boni, al centro, durante le riprese di Complici del silenzio (2009)

- Dove siete? Io sono qui, regia di Liliana Cavani (1992)
- Arrivano gli italiani, regia di Eyal Halfon (1996)
- Senza paura, regia di Stefano Calvagna (2000)
- Il diario di Matilde Manzoni, regia di Lino Capolicchio (2002)
- La meglio gioventù, regia di Marco Tullio Giordana (2003)
- Non aver paura, regia di Angelo Longoni (2005)
- Quando sei nato non puoi più nasconderti, regia di Marco Tullio Giordana (2005)
- La bestia nel cuore, regia di Cristina Comencini (2005)
- Arrivederci amore, ciao, regia di Michele Soavi (2006)
- Viaggio segreto, regia di Roberto Andò (2006)
- Sanguepazzo, regia di Marco Tullio Giordana (2008)
- Complici del silenzio, regia di Stefano Incerti (2009)
- Christine Cristina, regia di Stefania Sandrelli e Giovanni Soldati (2009)
- Sinestesia, regia di Erik Bernasconi (2010)
- The Tourist, regia di Florian Henckel von Donnersmarck (2010)
- Maldamore, regia di Angelo Longoni (2014)
- Fuori mira, regia di Erik Bernasconi (2014)
- In un posto bellissimo, regia di Giorgia Cecere (2015)
- La ragazza nella nebbia, regia di Donato Carrisi (2017)
- Agadah, regia di Alberto Rondalli (2017)
- Respiri, regia di Alfredo Fiorillo (2018)
- Tutte le mie notti, regia di Manfredi Lucibello (2018)
- Non sono un assassino, regia di Andrea Zaccariello (2019)
- Calibro 9, regia di Toni D'Angelo (2020)
- Yara, regia di Marco Tullio Giordana (2021)
- Terezín, regia di Gabriele Guidi (2023)

### Televisione
- Gioco perverso, regia di Italo Moscati – film TV (1993)
- L'ispettore Sarti – serie TV, episodio Brindisi di compleanno (1994)
- Il mago, regia di Ezio Pascucci (1995)
- Dopo la tempesta, regia di Andrea e Antonio Frazzi – film TV (1996)
- Il conto Montecristo, regia di Ugo Gregoretti – miniserie TV (1996)
- Un prete tra noi, regia di Giorgio Capitani – miniserie TV (1997)
- La donna del treno, regia di Carlo Lizzani – miniserie TV (1998)
- Mai con i quadri, regia di Mario Caiano – miniserie TV (1999)
- Pepe Carvalho, regia di Franco Giraldi – miniserie TV (1999)
- Incantesimo 3 e 4, regia di Alessandro Cane, Tomaso Sherman e Leandro Castellani – serie TV (2000-2001)
- L'altra donna, regia di Anna Negri – film TV (2002)
- Il bacio di Dracula, regia di Roger Young – film TV (2002)
- L'uomo del vento, regia di Paolo Bianchini – film TV (2003)
- Vite a perdere, regia di Paolo Bianchini – miniserie TV (2004)
- Cime tempestose, regia di Fabrizio Costa – miniserie TV (2004)
- La caccia, regia di Massimo Spano – miniserie TV (2005)
- Guerra e pace, regia di Robert Dornhelm – miniserie TV (2007)
- Caravaggio, regia di Angelo Longoni – miniserie TV (2008)
- Rebecca, la prima moglie, regia di Riccardo Milani – miniserie TV (2008)
- Puccini, regia di Giorgio Capitani – miniserie TV (2009)
- Tutti pazzi per amore 2, regia di Riccardo Milani e Laura Muscardin – serie TV (2010)
- I cerchi nell'acqua, regia di Umberto Marino – miniserie TV (2011)
- Mai per amore - La fuga di Teresa, regia di Margarethe von Trotta – film TV (2012)
- Walter Chiari - Fino all'ultima risata, regia di Enzo Monteleone – miniserie TV (2012)
- Il ritorno di Ulisse (Odysseus), regia di Stéphane Giusti – serie TV (2013)
- Gli anni spezzati - L'ingegnere, regia di Graziano Diana (2014)
- Stanotte al Museo Egizio (custode e voce narrante) – trasmissione televisiva (2015)
- Catturandi - Nel nome del padre, regia di Fabrizio Costa – miniserie TV (2016)
- Di padre in figlia, regia di Riccardo Milani – miniserie TV (2017)
- La strada di casa, regia di Riccardo Donna – serie TV (2017-2019)
- La Compagnia del Cigno, regia di Ivan Cotroneo – serie TV (2019-2021)
- Il nome della rosa (The Name of the Rose), regia di Giacomo Battiato – miniserie TV, episodi 1x02 e 1x04 (2019)
- Adrian Live - Questa è la storia... – serie TV (narratore) (2019)
- Enrico Piaggio - Un sogno italiano, regia Umberto Marino – film TV (2019)
- Giorgio Ambrosoli - Il prezzo del coraggio regia di Alessandro Celli – docu-drama (2019)
- Sul tetto del mondo, regia di Stefano Vicario – docu-drama (2021)
- Rinascere, regia di Umberto Marino – film TV (2022)
- Il metodo Fenoglio - L'estate fredda, regia di Alessandro Casale – serie TV (2023)
- La lunga notte - La caduta del Duce, regia di Giacomo Campiotti – serie TV (2024)
- Leopardi - Il poeta dell'infinito, regia di Sergio Rubini – miniserie TV (2025)

#### Cortometraggi
- Preludio, regia di Stefania Rossella Grassi e Tommaso Scutari (2019)
- Il Perdono, regia di Roberto Flammia (2022)

### Doppiatore
- padre di Sophie in Felix - Il coniglietto giramondo, Felix - Il coniglietto e la macchina del tempo

## Teatro
- I sette contro Tebe (Eschilo), regia di Andreas Rallis (1988)
- Amarsi male (François Mauriac), regia di Mario Ferrero (1989)
- Esercizi di stile (Raymond Queneau), regia di Csilla Pentec (1990)
- Il giramondo (Aphra Behn) regia di Antonia Bernardini (1991)
- Dalla tavola della mia memoria” (Amleto - William Shakespeare), regia di Orazio Costa (1992)
- Piccoli equivoci (Claudio Bigagli), regia di Pino Passalacqua (1992)
- Il labirinto di Orfeo (Itinerante estivo), regia di Boni, Faiella, Toffolatti, Monticelli (1993)
- Verso Tebe, regia di Boni, Lo Cascio, Faiella, Toffolatti (1993)
- Ninì Tirabusciò, regia di Livio Galassi (1994)
- Non ti conosco più (Aldo De Benedetti), regia di Roman Viktjuk (1994)
- Scuola Romana (Enzo Siciliano), regia di Pietro Maccarinelli (1994)
- Sogno di una notte di mezza estate, regia di Peter Stein, nel ruolo di Lisandro (1995)
- Peer Gynt (Henrik Ibsen), regia di Luca Ronconi (1995)
- La madre confidente (Pierre de Marivaux), regia di Franco Però, nel ruolo di Dorante (1996)
- L'avaro (Molière), regia di Giorgio Strehler, nel ruolo di Cleante (1996)
- Pèlerinage (Ravenna festival), regia di Micha Van Hoecke (1997)
- La Formula (scritto da David Auburn), regia di Enrico Maria Lamanna (2002)
- Le Dieu du Carnage (Scritto da Yasmina Reza), regia Roberto Andò (2008)
- Art (Scritto da Yasmina Reza), regia di Giampiero Solari (2010)
- Peter Pan di J. M. Barrie, voce narrante nell'audiolibro (2011)
- Caravaggio - Nero d'avorio (scritto da Massimo Pulini), regia di Gabriele Marchesini (2011/2012)
- Vespucci: l'impresa italiana nel nuovo mondo, regia di Costanza Savarese (2012)
- Michelangelo, la carne del marmo, regia di Alessio Pizzech (2012/2014)
- Canto degli esclusi. Concertato a due voci per Alda Merini, con Marcello Prayer (2012- in corso)
- Il Visitatore (Eric-Emmanuel Schmitt), regia di Valerio Binasco con Alessandro Haber, Alessio Boni, Nicoletta Robello Bracciforti, Alessandro Tedeschi (2014/2015)
- I Duellanti, regia di Alessio Boni e Roberto Aldorasi con Alessio Boni, Marcello Prayer e Francesco Meoni (2015)
- Don Chisciotte, regia di Alessio Boni, Roberto Aldorasi e Marcello Prayer. Adattamento di Francesco Niccolini. Liberamente ispirato dal romanzo omonimo di Miguel de Cervantes, con Alessio Boni nel ruolo di don Chisciotte e Serra Yılmaz in quello di Sancho Panza (2018, 2022-2023)
- Fuga a tre voci, drammaturgia e regia di Marco Tullio Giordana (2020)
- L’uomo che oscurò il Re Sole - Vita di Molière, scritto da Francesco Niccolini (2021)
- Iliade. Il gioco degli dèi, testo di Francesco Niccolini, liberamente ispirato all'Iliade di Omero, regia di Alessio Boni, Roberto Aldorasi e Marcello Prayer, con Alessio Boni, Iaia Forte (sostituita da Antonella Attili), Marcello Prayer e Jun Ichikawa (2023-2025)
- Concerto a due per Puccini, con Alessandro Quarta (2024)

### Opera
- Alzira (Giuseppe Verdi), diretta da Gustav Kuhn, regia di L. Damiani (1991)
- Lodoïska (Luigi Cherubini), diretta da Riccardo Muti, regia di Luca Ronconi (1992)

## Altre produzioni

### Radio
- Titanic - Le ultime 100 ore, regia di Tomaso Sherman – programma (2001)
- Il Graal, regia di Ugo Margio – programma (2005)

### Audiolibri
- Peter Pan di J. M. Barrie, Emons Audiolibri (2010)

### Libri
- Mordere la nebbia, Solferino, 2021.

### Documentari
- Titanus 1904, regia di Giuseppe Rossi (2024)

## Riconoscimenti
- Premio Farfalla d'oro 2001 dalla Rai
- Premio Internazionale del 54º Festival del Cinema di Salerno 2002
- Premio Giffoni Film Festival 2003
- Premio Vittorio De Sica 2003
- Premio Valentino d'oro al 29º Premio Internazionale del Cinema Rodolfo Valentino 2003
- Premio Linea d'ombra del Festival Cinematografico di Salerno 2004
- Premio Anton Giulio Majano 2004
- Nastro d'argento 2004
- Grolla d'oro 2004
- Premio Personalità Europea 2004
- Premio eccellenza nell'arte del cinema – Gran Galà delle Arti Globo d'oro 2005
- Globo d'oro al miglior attore 2006
- Premio Flaiano sezione teatro 2016 – Premio alla regia, premio all'interpretazione[17]

## Impegno sociale e umanitario
- È stato Goodwill Ambassador dell'UNICEF Italia 2005 al 2012:
  - nel 2006 ha svolto la sua prima missione in Mozambico e Malawi, paesi africani maggiormente segnati dalla pandemia dell'HIV/AIDS.
  - nel 2008, in Indonesia, ha visitato i progetti di ricostruzione post-tsunami e i programmi per la lotta al traffico di minorenni e allo sfruttamento sessuale minorile.
  - nel 2010 è stato in missione in Madagascar.
- Nel 2007 ha registrato uno spot televisivo per promuovere l'SMS solidale a sostegno della campagna "Uniti per i bambini, Uniti contro l'AIDS".
- Nel 2011, come testimonial, ha promosso la campagna UNICEF di lotta alla mortalità infantile "Vogliamo Zero".
- Si impegna su vari fronti sociali, collaborando e prestando la sua immagine, fra l'altro, all'Associazione Luca Barbareschi per le malattie rare; all'AIMA (Associazione Italiana Malattia di Alzheimer); facendo spot contro la pedofilia, a tutela delle donne maltrattate e altro ancora.
- È testimonial del CESVI (Cooperazione e Sviluppo) Onlus.